# Halloween: Extended Edition
Halloween: Extended Edition è il titolo dato alla versione televisiva alternativa del film Halloween - La notte delle streghe, diretto nel 1978 da John Carpenter.
Tale versione, più lunga rispetto a quella originale di 12 minuti, è stata realizzata dallo stesso Carpenter nel 1981 per la prima trasmissione televisiva di Halloween sul canale NBC.

## Trama
Haddonfield, Illinois, 1963: la notte di Halloween, Michael Myers uccide la sorella diciassettenne Judith con un coltello da cucina.
Il dottor Sam Loomis e due psichiatri del manicomio di Smith's Grove, dove è stato internato il piccolo Michael, hanno un dibattito. Successivamente Loomis raggiunge il piccolo Michael in una stanza inondata dal sole: il bimbo è seduto su una sedia e guarda fisso fuori dalla finestra in stato catatonico. L'uomo si rivolge a Michael e gli dice Li hai fatti impazzire, non è vero Michael? Ma non me.
Il 30 ottobre 1978, mentre sta per essere trasferito dal Manicomio di Smith's Grove per essere processato, Michael Myers ruba l'auto che serve il suo trasferimento e fugge. Il dottor Sam Loomis, lo psichiatra che lo ebbe in cura, intuisce subito che la sua destinazione è Haddonfield, città natale.
All'alba del 31 ottobre, Michael uccide un meccanico, ruba i suoi vestiti e fa ritorno alla sua casa natale, che ora è vuota, fatiscente e in vendita. In seguito si mette a seguire la giovane Laurie Strode mentre con le amiche Annie Brackett e Lynda Van Der Klok fa ritorno a casa da scuola.
Nel manicomio di Smith's Grove, il dottor Loomis percorrere un lungo corridoio ed entra nella stanza di Michael Myers e la trova nel disordine più totale. Sulla porta rinviene incisa la parola SISTER. Dopo questo fatto, Loomis parte alla volta della cittadina di Haddonfield, temendo che Michael possa agire nella notte della vigilia di Halloween in modo insano come ha già fatto in passato. Giunto in città informa di ciò lo sceriffo locale, il quale però non sembra dargli molto ascolto.
Quella sera, Laurie ed Annie vanno a fare le babysitter da due bambini: Anna a Lindsey Wallace mentre Laurie deve farla a Tommy Doyle.
Durante la sera Michael Myers spia Annie attraverso la finestra della casa dei Wallace. Più tardi quella notte, Annie riceve una chiamata dal suo fidanzato Paul, il quale vuole passare la serata con lei. Annie porta Lindsey dall'altro lato della strada e l'affida a Laurie e poi va alla sua auto trovandola stranamente aperta. Annie entra in auto e viene strangolata da Michael Myers, il quale poi la finisce tagliandole la gola. Tommy vede Michael portare il corpo di Annie dentro casa e pensa che si tratti dell'Ombra della strega. Laurie dismisses this e mmanda Tommy e Lindsey a letto.
Lynda giunge alla casa dei Wallace insieme al fidanzato Bob Simms. Approfittando che la casa è vuota i due salgono in una camera di sopra e hanno un rapporto sessuale. Subito dopo Bob scende in cucina per prendersi una birra e qui viene attaccato ed ucciso da Michael Myers. Salito in camera da letto, Michael strangola Lynda con la corda del telefono mentre questa stava telefonando a Laurie.
Laurie, preoccupata per l'interrompersi della telefonata, esce e si reca alla casa dei Wallace per indagare. Qui scopre i cadaveri di Annie, Lynda e Bob e la lapide di Judith Myers che era stata trafugata dal cimitero. Mentre Laurie, inorridita, sta andandosene via, Michael Myers l'aggredisce ferendola con il coltello.
Laurie cade dalle scale e fugge dalla casa facendo ritorno in casa dei Doyle. Michael Myers riesce ad entrare nella casa, ma Laurie gli conficca un ferro da maglia nel collo.
Laurie corre quindi di sopra per controllare che i bambini stiano bene, ma Michael è sopravvissuto e l'ha seguita. Laurie si chiude dentro un armadio e quando Michael riesce ad aprirne la porta, lei lo colpisce con una gruccia e poi col coltello che egli stesso ha perduto nella colluttazione.
Uscita dall'armadio, Laurie dice ai bambini di scappare e di andare a chiamare la polizia.
Il dottor Loomis vede i due bambini fuggire terrorizzati dalla casa e, intuito che Michael è al suo interno, decide di entrarvi. Nel frattempo Michael Myers si rialza ed attacca Laurie intenzionato ad ucciderla. Fortunatamente per lei Loomis arriva in tempo e spara sei colpi a Michael Myers, che cade dal balcone e rimane a terra apparentemente morto.
Laurie chiede al dottor Loomis Era l'ombra della strega? e l'uomo che non sa cosa risponderle si limita a dirle Credo proprio di sì... era lui. Affacciatosi al balcone per aver conferma della morte di Michael, il dottor Loomis scopre che il suo corpo è scomparso.

## Produzione
I diritti televisivi di Halloween furono venduti alla rete NBC nel 1980 per 4 milioni di dollari. Dopo un dibattito tra John Carpenter, Debra Hill e la NBC's Standards & Practices sulla censura di alcune scene, Halloween apparì per la prima volta in TV.
Per riempire la fascia oraria di due ore concessagli, Carpenter filmò 12 minuti di materiale aggiuntivo. Tali nuove scene furono filmate mentre si girava Halloween II - Il signore della morte.